# Офер (Јута)
Офер (енгл. Ophir) град је у америчкој савезној држави Јута.

## Демографија
По попису из 2010. године број становника је 38, што је 15 (65,2%) становника више него 2000. године.
| Група             | 2000.      | 2010.      |
| Белци             | 22 (95,7%) | 35 (92,1%) |
| Афроамериканци    | 0 (0,0%)   | 0 (0,0%)   |
| Азијати           | 1 (4,3%)   | 2 (5,3%)   |
| Хиспаноамериканци | 0 (0,0%)   | 1 (2,6%)   |
| Укупно            | 23         | 38         |